# سنرو القبلية
قرية سنرو القبليه هي إحدى القرى التابعة لمركز ابشواى في محافظة الفيوم في جمهورية مصر العربية. حسب إحصاءات سنة 2006، بلغ إجمالي السكان في سنرو القبليه 19154 نسمة، منهم 9785 رجل و9369 امرأة.